# إنزو مايوركا
إنزو مايوركا (21 يونيو 1931 - 13 نوفمبر 2016) كان غواص حر إيطالي وقد كان مصدر إلهام للفيلم الفرنسي الأزرق الكبير .